# Capacità delittuale
La capacità delittuale è un istituto giuridico del diritto civile italiano e rappresenta la capacità di un soggetto a rimanere obbligato a una pretesa risarcitoria posta in essere da una propria condotta non conforme all'ordinamento giuridico.
Tale capacità non è presente in colui che nel momento in cui compie l'atto illecito non ha la capacità di intendere e di volere.